# Miles Franklin Award
Der Miles Franklin Literary Award ist einer der bedeutendsten australischen Literaturpreise.
Die Auszeichnung im Wert von 60.000 Australischen Dollar (Stand 2022) stammt aus dem Nachlass der Schriftstellerin Miles Franklin. Er wird jährlich vom Permanent Trustee Co Ltd of Sydney für ein im Auszeichnungs- oder im Vorjahr erschienenes Buch verliehen, in dem australisches Leben porträtiert wird.
Zwischen 2012 und 2022 wurden zehn Mal Werke von Frauen ausgezeichnet.

## Preisträger
- 1957: Voss, Patrick White
- 1958: To the Islands, Randolph Stow
- 1959: The Big Fellow, Vance Palmer
- 1960: The Irishman, Elizabeth O’Conner
- 1961: Riders in the Chariot, Patrick White
- 1962: The Well Dressed Explorer, Thea Astley; The Cupboard Under the Stairs, George Turner
- 1963: Careful He Might Hear You, Sumner Locke Elliott
- 1964: My Brother Jack, George Henry Johnston
- 1965: The Slow Natives, Thea Astley
- 1966: Trap, Peter Mathers
- 1967: Bring Larks and Heroes, Thomas Keneally
- 1968: Three Cheers for the Paraclete, Thomas Keneally
- 1969: Clean Straw for Nothing, George Henry Johnston
- 1970: A Horse of Air, Dal Stivens
- 1971: The Unknown Industrial Prisoner, David Ireland
- 1972: The Acolyte, Thea Astley
- 1973: keine Auszeichnung
- 1974: The Mango Tree, Ronald McKie
- 1975: Poor Fellow My Country, Xavier Herbert
- 1976: The Glass Canoe, David Ireland
- 1977: Swords and Crowns and Rings, Ruth Park
- 1978: Tirra Lirra by the River, Jessica Anderson
- 1979: A Woman of the Future, David Ireland
- 1980: The Impersonators, Jessica Anderson
- 1981: Bliss, Peter Carey
- 1982: Just Relations, Rodney Hall
- 1983: keine Auszeichnung
- 1984: Shallows, Tim Winton
- 1985: The Doubleman, Christopher John Koch
- 1986: The Well, Elizabeth Jolley
- 1987: Dancing on Coral, Glenda Adams
- 1988: geändert von Jahr der Veröffentlichung zu Jahr der Auszeichnung
- 1989: Oscar and Lucinda, Peter Carey
- 1990: Oceana Fine, Tom Flood
- 1991: The Great World, David Malouf
- 1992: Cloudstreet, Tim Winton
- 1993: The Ancestor Game, Alex Miller
- 1994: The Grisly Wife, Rodney Hall
- 1995: The Hand That Signed the Paper, Helen Demidenko
- 1996: Highways to a War, Christopher John Koch
- 1997: The Glade within the Grove, David Foster
- 1998: Jack Maggs, Peter Carey
- 1999: Eucalyptus, Murray Bail
- 2000: Drylands, Thea Astley; Benang, Kim Scott
- 2001: Dark Palace, Frank Moorhouse
- 2002: Dirt Music, Tim Winton
- 2003: Journey to the Stone Country, Alex Miller
- 2004: The Great Fire, Shirley Hazzard
- 2005: The White Earth, Andrew McGahan
- 2006: The Ballad of Desmond Kale, Roger McDonald
- 2007: Carpentaria, Alexis Wright
- 2008: The Time We Have Taken, Steven Carroll
- 2009: Breath, Tim Winton
- 2010: Truth, Peter Temple
- 2011: That Deadman Dance, Kim Scott
- 2012: All That I Am, Anna Funder
- 2013: Questions of Travel, Michelle de Kretser
- 2014: All The Birds, Singing, Evie Wyld
- 2015: The Eye of the Sheep, Sofie Laguna
- 2016: Black Rock White City, A. S. Patrić
- 2017: Extinctions, Josephine Wilson
- 2018: The Life to Come, Michelle de Kretser
- 2019: Too Much Lip, Melissa Lucashenko
- 2020: The Yield, Tara June Winch
- 2021: The Labyrinth, Amanda Lohrey
- 2022: Bodies of Light, Jennifer Down
- 2023: Chai Time at Cinnamon Gardens, Shankari Chandran
- 2024: Praiseworthy, Alexis Wright
- 2025: Ghost Cities, Siang Lu